# کوتا موریمورا
کوتا موریمورا (انگلیسی: Kota Morimura؛ زادهٔ ۱۴ اوت ۱۹۸۸) بازیکن فوتبال اهل ژاپن است.
از باشگاه‌هایی که در آن بازی کرده‌است می‌توان به باشگاه فوتبال توکیو و باشگاه فوتبال آویسپا فوکوئوکا اشاره کرد.
وی همچنین در تیم ملی فوتبال زیر ۱۷ سال ژاپن بازی کرده‌است.